# Luigi Radice
Luigi „Gigi“ Radice (* 15. Januar 1935 in Cesano Maderno; † 7. Dezember 2018) war ein italienischer Fußballspieler und späterer -trainer.
Er war als Spieler unter anderem aktiv für den AC Mailand, nahm mit der Nationalmannschaft seines Heimatlandes an der Fußball-Weltmeisterschaft 1962 teil und schlug später eine erfolgreiche Trainerkarriere ein, in deren Verlauf er zum Beispiel für die Mannschaften von Torino Calcio, die er zur ersten Meisterschaft seit dem Ende des Grande Torino geführt hatte, des AC Florenz und von Inter Mailand verantwortlich war.

## Spielerkarriere

### Vereinslaufbahn
Luigi Radice, geboren am 15. Januar 1935 in Cesano Maderno, einer norditalienischen Gemeinde in der Provinz Monza und Brianza in der Lombardei, begann mit dem Fußballspielen beim AC Mailand in der lombardischen Modemetropole. Bei Milan durchlief Radice zunächst von 1953 bis 1954 die Jugendabteilungen und wurde 1955 in die Profimannschaft aufgenommen. Dort spielte er unter anderem zusammen mit internationalen Fußballgrößen der damaligen Zeit wie etwa dem schwedischen Stürmer Gunnar Nordahl, dem uruguayischen Weltmeister von 1950, Juan Schiaffino oder dem italienischen Verteidiger Cesare Maldini, kam aber zu Beginn seiner Zeit beim AC Mailand zu selten zum Einsatz. In vier Spielzeiten brachte es Luigi Radice nur auf zwanzig Einsätze im Trikot der Rossoneri und war somit auch nur indirekt an zwei Meisterschaften des Vereins beteiligt. In der Serie A 1956/57 belegte man den ersten Platz mit sechs Punkten Vorsprung auf den AC Florenz. Nachdem 1957/58 der Meistertitel an Juventus Turin abgegeben werden musste, reichte es in der Saison 1958/59 zur zweiten Meisterschaft von Luigi Radice beim AC Mailand, als man die vorderste Position in der Serie A nach Ablauf aller Spieltage mit drei Zählern vor der Fiorentina belegte.
Nach Ende der Saison 1958/59 wurde Luigi Radice an die US Triestina ausgeliehen. Beim damaligen Serie-B-Verein wurde er zum Stammspieler und verhalf dem norditalienischen Fußballclub zum Erreichen des vierten Tabellenplatzes, nur einen Punkt hinter dem Drittplatzierten Catania Calcio, das aufsteigen durfte. Radice, der auf der Position eines Abwehrspielers agierte, kam in der Zweitligasaison zu 31 Spielen, ein Torerfolg gelang ihm nicht. Nach Ende der Saison kehrte er wieder nach Mailand zurück, wurde aber sogleich wieder verliehen, diesmal sicherte sich der Calcio Padova die Dienste von Radice. Mit 24 Ligaspielen in der Serie A 1960/61 hatte er durchaus einen großen Anteil daran, dass Padua mit Platz sechs eine seiner besten Platzierungen überhaupt in der Serie A erreichte.
Zur Saison 1961/62 blieb Luigi Radice dann beim AC Mailand und erlebte mit den Mailändern eine sehr erfolgreiche Spielzeit, die mit dem Gewinn der italienischen Fußballmeisterschaft durch einen ersten Rang mit fünf Punkten vor dem Lokalrivalen Inter Mailand endete, wobei Radice zu 28 Einsätzen kam, mehr als von 1955 bis 1959 in vier Jahren. Durch den Meistertitel von 1962 war der AC Mailand startberechtigt im Europapokal der Landesmeister 1962/63. Bei dem Turnier setzte man sich unter anderem gegen Ipswich Town, Galatasaray Istanbul und den FC Dundee durch und traf im Endspiel auf Benfica Lissabon um den jungen Eusébio. Trotz eines frühen Führungstores durch eben jenen vermochte es der AC Mailand in Person des zweifachen Torschützen José Altafini, das Spiel noch zu drehen, und gewann 2:1. Wenig später nahm man noch am Spiel um den Weltpokal teil, unterlag aber dem FC Santos mit Pelé nach einem Entscheidungsspiel mit 0:1. Luigi Radice wurde jedoch weder im Europapokalfinale noch im Weltpokalspiel eingesetzt, auch insgesamt ging die Zahl seiner Einsätze in der Saison 1962/63 im Vergleich zum Vorjahr zurück. 1963/64 kam er zu keinem einzigen Spiel im Ligabetrieb, 1964/65 zu zwei solchen. Nach Ende der Spielzeit 1964/65 beendete Luigi Radice seine aktive Karriere als Fußballspieler im Alter von dreißig Jahren.

### Nationalmannschaft
Zwischen 1961 und 1963 kam Luigi Radice zu fünf Länderspielen in der italienischen Fußballnationalmannschaft. Von den beiden Nationaltrainern Paolo Mazza und Giovanni Ferrari wurde er ins Aufgebot Italiens für die Fußball-Weltmeisterschaft 1962 in Chile berufen. Bei dem Turnier wurde Radice in zwei Spielen eingesetzt. Im ersten Gruppenspiel, einem torlosen Remis gegen die deutsche Nationalmannschaft, war Radice Bestandteil von Italiens Abwehr, die kein Tor zuließ. Beim skandalträchtigen zweiten Vorrundenspiel gegen Gastgeber Chile, das auch bekannt ist als Schlacht von Santiago wegen der großen Härte beider Seiten auf dem Rasen des Nationalstadions von Santiago de Chile, wurde er nicht eingesetzt, die italienische Mannschaft verlor mit 0:2 auch dank einer wenig souveränen Leistung von Schiedsrichter Ken Aston. Die dritte und letzte Partie Italiens bei dieser Weltmeisterschaft erlebte Luigi Radice dann wieder auf dem Spielfeld, gegen die Schweiz siegte man mit 3:0, das Weiterkommen wurde dadurch aber nicht erlangt.

## Trainerkarriere

### Anfänge in Monza, Treviso und Cesena
Vier Jahre nach dem Ende seiner aktiven Laufbahn als Fußballspieler begann Luigi Radice, als Trainer zu arbeiten. Von 1969 bis 1970 hatte er zunächst das Amt des Coaches bei der AC Monza, einem Verein aus Radices Heimat, inne. In der Zweitligasaison 1969/70 führte er den Verein zum Erreichen des fünften Tabellenplatzes, nur drei Punkte hinter dem dritten Aufsteiger Catania Calcio. Trotz des Erfolges wurde Radice in Monza nicht weiter beschäftigt und er wurde im Sommer 1970 Trainer des FBC Treviso in Italiens dritthöchste Spielklasse, der damals noch eingleisigen Serie C. In seiner ersten Saison in Treviso kam er mit der Mannschaft auf Platz neun der Girona A, in der zweiten Saison musste man in die Serie D absteigen.
Dennoch erhielt Luigi Radice daraufhin ein Angebot des Zweitligisten AC Cesena, das er auch annahm und fortan den Verein aus der Region Emilia-Romagna coachte. Mit Cesena, 1971/72 bereits Sechster in der Serie B, schaffte Radice die Überraschung und stieg mit Cesena erstmals in deren Vereinsgeschichte in die Serie A auf. In der Serie B 1972/73 wurde ein zweiter Rang, einzig vier Punkte hinter dem CFC Genua, punktgleich mit dem Dritten US Foggia sowie einen Zähler vor Ascoli Calcio, dem ersten Nichtaufsteiger, belegt. Luigi Radice blieb nach dem Aufstieg mit dem AC Cesena nicht bei dem Verein, er erhielt zur Saison 1973/74 eine Anfrage des AC Florenz und übernahm die Mannschaft der Fiorentina in der folgenden Saison.

### Über Florenz und Cagliari zu Torino
Luigi Radices erste Spielzeit in der Serie A verlief ordentlich. Mit dem AC Florenz, in der Vorsaison am Ende auf Position vier rangiert, wurde er in der Saison 1973/74 Sechster und verpasste die Teilnahme am UEFA-Pokal 1974/75 nur aufgrund eines Rückstandes von einem Punkt gegenüber dem AC Turin. Durch den vierten Rang in der Serie A 1972/73 nahm die Fiorentina in der Saison 1973/74 am UEFA-Pokal, dem Vorgängerwettbewerb der heutigen UEFA Europa League, teil und wusste dort absolut nicht zu überzeugen. Bereits in der ersten Runde kam das Aus gegen den rumänischen Vertreter FC Universitatea Craiova. Nachdem man in Florenz torlos 0:0 gespielt hatte, unterlag der AC Florenz in Rumänien mit 0:1 und schied, im Übrigen wie alle italienischen Vereine in diesem Wettbewerb mit Ausnahme von Lazio Rom, das den FC Sion aus der Schweiz bezwingen konnte und in der zweiten Runde an Ipswich Town scheiterte, aus.
Die Saison 1973/74 verlief generell nicht nach den Wünschen der Führungsriege des ACF Fiorentina und Luigi Radice wurde nicht weiter angestellt. Er wartete nun bis ins Jahr 1975 hinein auf eine neue Arbeit, ehe ihn Cagliari Calcio als Nachfolger des entlassenen Giuseppe Chiappella engagierte. Mit einer Reihe von Unentschieden gegen größere Vereine wie den AC Mailand, Sampdoria Genua und den amtierenden Meister Lazio Rom sowie wichtigen Siegen gegen die direkte Konkurrenz im Kampf gegen den Abstieg in die Serie B gelang Radice mit Cagliari fünf Jahre nach dem sensationellen Gewinn der italienischen Meisterschaft der Klassenerhalt, erst 1975/76 musste man den Gang in die Zweitklassigkeit antreten. Doch zu diesem Zeitpunkt war Luigi Radice nicht mehr auf Sardinien tätig, er unterschrieb im Sommer 1975 einen Kontrakt beim AC Turin.

### Überraschungserfolg mit dem AC Turin
Der AC Turin hatte sich in den Siebzigerjahren zu einem dauerhaft erfolglosen Traditionsverein gewandelt. Seit dem Flugunfall von Superga und dem Tod nahezu aller Spieler des Grande Torino, der berühmten Mannschaft des AC Turin, die im italienischen Fußball der Vierzigerjahre eine dominante Rolle ausübte, im Jahre 1949 gewann der Verein nicht wieder die Meisterschaft und musste sogar einen Abstieg in die Serie B hinnehmen. Als einziger wichtiger Titel gelang 1968 und 1971 der Gewinn der Coppa Italia. Doch im Ligabetrieb wusste der AC Turin nicht übermäßig zu überzeugen, man kam einige Male in den UEFA-Pokal, die meisten Spielzeiten endeten aber im Mittelfeld der Serie A.
Nachdem der AC Turin in der Serie A 1974/75 den sechsten Rang belegt hatte und damit die Qualifikation für den UEFA-Pokal 1975/76 nur um einen Punkt gegenüber dem AC Mailand verpasst hatte, wurde zur neuen Saison Luigi Radice als Trainer verpflichtet. Er führte die Mannschaft um Spieler wie Renato Zaccarelli, Paolino Pulici oder Francesco Graziani zum Gewinn der italienischen Meisterschaft – der ersten für den Verein seit 26 Jahren. Dieser Titelgewinn wurde erreicht durch einen ersten Platz in der Tabelle mit zwei Punkten Vorsprung vor dem Lokalrivalen Juventus Turin, das man sowohl im heimischen Stadio Filadelfia als auch im Auswärtsspiel im Stadio Olimpico mit 2:0 besiegte. Insgesamt zeichnete sich die Mannschaft des AC Turin in der Saison 1974/75 auch durch den mit 49 Saisontoren besten Angriff und die mit 22 Gegentoren beste Abwehr aus, zudem stellte man mit Paolino Pulici den mit großem Vorsprung besten Torschützen der Liga. Durch die Meisterschaft von 1975 war der AC Turin startberechtigt für den Europapokal der Landesmeister 1975/76. Dort konnte die zweite Runde erreicht werden, nachdem in der ersten Runde der schwedische Vertreter Malmö FF bezwungen werden konnte. Eine Runde darauf kam dann aber das aus gegen Borussia Mönchengladbach aus Deutschland, das erst im Finale am FC Liverpool scheitern sollte. Im Ligabetrieb verlief die Saison 1975/76 für den AC Turin fast genauso erfolgreich wie die vorherige. Nur um einen Punkt musste man sich Juventus Turin geschlagen geben und kam nach dreißig Spieltagen auf Platz zwei. Erneut stellte der AC Turin den besten Angriff und die beste Abwehr und musste im gesamten Saisonverlauf keine einzige Heimniederlage hinnehmen, beim 0:1 beim AS Rom passierte die überhaupt einzige Niederlage in der Spielzeit 1975/76.
Im Sommer 1977 erfolgte die Umbenennung des Vereins in Torino Calcio. Unter dem neuen Namen stellten sich zunächst ähnliche Erfolge wie zuvor ein, man erreichte im UEFA-Pokal 1977/78 die dritte Runde, wo der SEC Bastia eine zu große Hürde darstellte. Auch die Serie A 1977/78 wurde als Tabellendritter hinter Juventus und Aufsteiger Lanerossi Vicenza zufriedenstellend beendet. Im Jahr darauf rangierte Torino nach Ablauf aller Spieltage auf Tabellenplatz sechs, im UEFA-Pokal 1978/79 scheiterte man bereits in der ersten Runde an Sporting Gijón aus Spanien. In gleicher Spielrunde kam in der Saison 1979/80, der Letzten von Luigi Radice als Trainer des Torino Calcio, das Aus im internationalen Wettbewerb, als sich der VfB Stuttgart als zu stark erwies. Die Serie A 1979/80 beendete Radice mit Torino auf dem dritten Rang, was wiederum die Promotion für den UEFA-Pokal zur Folge hatte. Nach Ende der Saison 1979/80 verlängerte Luigi Radice sein Engagement bei Torino Calcio nicht mehr und ging zum FC Bologna.

### Wenig Erfolg und Rückkehr nach Turin
Beim FC Bologna konnte Luigi Radice nicht an die Erfolge aus Zeiten beim AC Turin anknüpfen. Mit dem Verein aus der Universitätsstadt in Emilia-Romagna wurde er in der Serie A 1980/81 Siebter und verpasste die Teilnahme am internationalen Wettbewerb. Zur Saison 1981/82 wurde er durch Tarcisio Burgnich, ehemaliger Weltklasseverteidiger in der italienischen Fußballnationalmannschaft und bei Inter Mailand sowie Vizeweltmeister 1970, abgelöst. Luigi Radice wurde bald darauf vom AC Mailand unter Vertrag genommen, dem er bereits als Spieler angehörte. Milan befand sich gerade in einer Krise, die begründet durch einen Wettskandal im Jahre 1980, in den der Verein verwickelt war, im Zwangsabstieg in die Serie B geendet hatte. In der Zweitligasaison 1980/81 schaffte man jedoch den direkten Wiederaufstieg. Nach dem Rücktritt von Italo Galbiati im Juni 1981 übernahm Luigi Radice das Traineramt beim mehrfachen Meister und hatte die Aufgabe, den Traditionsverein zurück in die Spitzengruppe der Serie A zu bringen. Dieses Vorhaben misslang aber und man fand sich von Beginn an im Abstiegskampf wieder. Nach 23 Spieltagen wurde Luigi Radice wegen Erfolglosigkeit entlassen und durch seinen eigenen Vorgänger Galbiati, der als Übergangstrainer fungierte, ersetzt. Doch auch nach der Einstellung von Ilario Castagner im Januar 1982 konnte der Abstieg in die Serie B nicht verhindert werden, auch der neue Trainer bezweckte nur einen weiteren Sieg.
Nach seiner Entlassung beim AC Mailand war Luigi Radice einige Monate arbeitslos, ehe er Anfang 1983 beim abstiegsgefährdeten Zweitligisten AS Bari einsprang. Er konnte den ehemaligen Erstligisten jedoch nicht vor dem Abstieg in die Serie C1 bewahren und nahm nach Ende der Saison 1982/83 wieder Abschied aus Apulien. Trotz dieses Misserfolges erhielt Radice 1983 ein Angebot von Inter Mailand, das er auch annahm. Internazionale kam mit Luigi Radice als Trainer in der Serie A 1983/84 auf den vierten Tabellenplatz, womit die Qualifikation für den UEFA-Pokal 1984/85 erlangt wurde, im Übrigen nur zwei Zähler vor Torino Calcio, dem sich Luigi Radice zur Saison 1984/85 wieder anschloss.
Bis 1989 war Luigi Radice nun wieder verantwortlich für den sportlichen Erfolg bei Torino Calcio. Gleich zu Beginn seiner Amtszeit wurde er mit Torino wieder italienischer Vizemeister, während sich das von Osvaldo Bagnoli trainierte Hellas Verona überraschend zum Meister krönte. Doch in den folgenden Jahren verschlechterten sich die Leistungen der Turiner zusehends. Nachdem 1986/87 noch der UEFA-Pokal erreicht wurde, musste man sich im Folgejahr mit Platz neun begnügen. Nach einem kleinen Aufschwung in der Saison 1987/88, als man Siebter wurde und die Qualifikation für den UEFA-Pokal 1988/89 erst im Elfmeterschießen gegen Juventus verpasste, folgte 1989 mit Platz fünfzehn der Abstieg aus der ersten Liga. Luigi Radice wurde Anfang 1989 aufgrund der akuten Abstiegsgefahr von seinen Aufgaben entbunden und durch Claudio Sala, einst selber Spieler von Radice während dessen erster Amtszeit in Turin und Meister von 1975, ersetzt, der schon bald auch entlassen wurde. Der Abstieg konnte dennoch nicht verhindert werden.

### Weitere Stationen in Rom und Florenz
Nachdem der Schwede Nils Liedholm beim AS Rom nach Ende der Saison 1988/89 aufgehört hatte, verpflichteten die Römer Luigi Radice als neuen Coach der ersten Mannschaft. Das Team um Weltstars wie den Deutschen Rudi Völler, dessen Landsmann Thomas Berthold oder den Italiener Bruno Conti wurde von dem neuen Trainer auf den sechsten Tabellenplatz in der Serie A 1989/90 geführt, was die Qualifikation für den UEFA-Pokal bedeutete. Allerdings waren die Mächtigen des AS Rom damit nicht zufrieden und verlängerten Radices Kontrakt nicht. Er übernahm zur Saison 1990/91 das Amt des Trainers beim FC Bologna, mit dem er im UEFA-Pokal 1990/91 startete. Erst im Viertelfinale kam bei diesem Turnier das Aus gegen den portugiesischen Vertreter Sporting Lissabon, nachdem Bologna zuvor bereits Zagłębie Lubin aus Polen, Heart of Midlothian aus Schottland und FC Admira Wacker Mödling aus Österreich bezwungen hatte. Im Ligabetrieb 1990/91 verlief die Spielzeit allerdings sehr viel weniger gut. Am Ende der Saison stand der FC Bologna mit nur vier Siegen als Tabellenletzter fest und musste den Gang in die Zweitklassigkeit antreten. Luigi Radice wurde im Verlauf der Abstiegssaison entlassen und durch Luigi Maifredi, der den Abstieg auch nicht verhindern konnte.
Im Sommer 1991 verpflichtete der AC Florenz Luigi Radice als Nachfolger des Brasilianers Sebastião Lazaroni, der den Verein zuvor zwei Jahre betreut hatte. Mit Radice als Trainer musste die Fiorentina in der Serie A 1992/93 den Abstieg in die Serie B hinnehmen, nachdem im Vorjahr ein zwölfter Tabellenplatz belegt wurde. Nach vierzehn Spieltagen der Saison 1992/93 wurde Luigi Radice bei der Fiorentina entlassen und durch Aldo Agroppi abgelöst. Nach etwa einem Jahr ohne Anstellung wurde Radice im Herbst 1993 Coach von Cagliari Calcio, wo Carlo Mazzone seinen Job verloren hatte. Er war aber nur kurz Trainer von Cagliari, noch 1993 wurde Bruno Giorgi sein Nachfolger auf Sardinien. In der Folge war Luigi Radice zwei Jahre arbeitslos, erst 1995 übernahm er das Traineramt beim CFC Genua. Im Laufe der Zweitligasaison 1995/96 wurde er entlassen, sein Nachfolger wurde Gaetano Salvemini. Von 1996 bis 1998 war Radice dann verantwortlich für Calcio Monza, wo er vor mehr als dreißig Jahren seine Trainerkarriere angefangen hatte. 1998 beendete Luigi Radice seine Laufbahn als Fußballtrainer.

## Erfolge

### Als Spieler
- Italienischer Meister: 3× (1956/57, 1958/59, 1961/62)
- Europapokal der Landesmeister: 1× (1962/63)
- Coupe Latine: 1× (1956)

### Als Trainer
- Italienischer Meister: 1× (1975/76)
- Trainer des Jahres in Italien: 1× (1975/76)